# Jack Lambert (giocatore di football americano)
John Harold Lambert, detto Jack (Mantua, 8 luglio 1952), è un ex giocatore di football americano statunitense che militò nel ruolo di linebacker per i Pittsburgh Steelers della National Football League, con cui vinse 4 Super Bowl negli anni settanta.
Nel 1990 fu introdotto nella Pro Football Hall of Fame.

## Biografia
Lambert fu scelto dagli Steelers nel secondo giro del Draft NFL 1974, malgrado alcuni osservatori e allenatori ritenessero non fosse delle dimensioni adatte per giocare come linebacker nella NFL. (Lambert aveva giocato come quarterback alla Crestwood High School prima di passare al ruolo di defensive end a Kent State.)
Gli Steelers diedero un'occasione a Lambert dopo l'infortunio del middle linebacker Henry Davis. Lambert finì col vincere il titolo di rookie difensivo dell'anno e fu una figura centrale nella grande difesa degli Steelers che conquistò il primo Super Bowl della franchigia battendo i Minnesota Vikings 16-6 nel Super Bowl IX.
Lambert si inorgogliva della sua abilità di colpire duro e di intimidire gli avversari. Fu il middle linebacker titolare della squadra per undici stagioni e, secondo fonti interne degli Steelers mantenne una media di 146 tackle per stagione durante le sue prime 10 annate (all'epoca non erano ancora una statistica rilevata ufficialmente dalla NFL). Ne mise a segno solamente 19 nella sua ultima stagione a causa di un infortunio.
Lambert totalizzò in carriera 28 intercetti, 1.479 tackle (1.045 solitari) e (ufficialmente) 23,5 sack. Nell'arco di nove anni, Jack Lambert fu selezionato per nove Pro Bowl consecutivi e vinse il premio di miglior difensore dell'anno della NFL nel 1976.
A Lambert mancavano i quattro denti frontali superiori, risultato di una gomitata subita durante una partita di basket alle scuole superiori. Anche se in pubblico portava una dentiera parziale removibile, durante la gara invece faceva ciò e l'immagine di Lambert senza denti protetto dal suo casco da football divenne un'icona della difesa degli Steelers.
Nel 1976, Lambert assunse il ruolo di leader degli Steelers dopo che la loro stella, il defensive tackle "Mean Joe" Greene, saltò diverse partite per un infortunio cronico alla schiena. Dopo che il quarterback Terry Bradshaw, il ricevitore Lynn Swann e diversi altri titolari mancarono, gli Steelers stavano faticando con un record di 1–4. A un incontro riservato solo ai giocatori, Lambert chiarì che "l'unico modo per andare ai playoff e difendere il nostro titolo è vincerle tutte da qui alla fine". Nelle successive nove partite, gli Steelers concessero solo due touchdown e un totale di 28 punti. Gli Steelers vinsero tutte le gare rimanenti e terminarono con un record di 10–4. La difesa concesse il record NFL per il minimo di punti subiti in una stagione con 138. Otto degli undici titolari della difesa degli Steelers furono convocati per il Pro Bowl quell'anno. Jack Lambert fu nominato miglior difensore della stagione.

## Palmarès

### Franchigia
- Super Bowl : 4

Pittsburgh Steelers: IX, X, XIII, XIV
- American Football Conference Championship: 4

Pittsburgh Steelers: 1974, 1975, 1978, 1979

### Individuale
- Convocazioni al Pro Bowl: 9

1975, 1976, 1977, 1978, 1979, 1980, 1981, 1982, 1983
- First-team All-Pro: 7

1975, 1976, 1979, 1980, 1981, 1982, 1983
- Second-team All-Pro: 1

1978
- PFWA All-Rookie Team - 1974
- Formazione ideale del 75º anniversario della National Football League

- Formazione ideale del 100º anniversario della National Football League
- Formazione ideale della NFL degli anni 1970
- Formazione ideale della NFL degli anni 1980
- Rookie difensivo dell'anno (1974)
- Miglior difensore dell'anno della NFL (1976)
- Pro Football Hall of Fame (dal 1990)
- Classificato al #29 tra i migliori cento giocatori di tutti i tempi da NFL.com